# ブーメラン (バンド)
ブーメラン（英: Boomerang）はインドネシアのハード・ロック・バンド。東ジャワ州の州都スラバヤで結成された。
1994年に初のアルバム「Boomerang」を発表。過去に在籍していたアリ・ラッソは後に単独の歌手となっている。ワーナー・ミュージック・インドネシアが2002年に発表したコンピレーション・アルバム「クリア・トップ10アルバム」に彼のポップ・ロック曲、「Misteri Illahi」が収録されている。

## ディスコグラフィー

### アルバム
- Boomerang (1994)
- K.O. (1995)
- Disharmoni (1996)
- Hits Maker (1997)
- Segitiga (1998)
- Hard 'n Heavy (1999)
- Best Ballads (1999)
- Xtravaganza (2000)
- The Greatest Hits of Boomerang (2003)
- Terapi Visi (2003)
- Urbanoustic (2005)
- Suara Jalanan (2009)
- Reboisasi (2012)
- Harmonis Tidak Seragam (2014)
- 3 To Rock (2016)